# 31627 Ulmera
31627 Ulmera è un asteroide della fascia principale. Scoperto nel 1999, presenta un'orbita caratterizzata da un semiasse maggiore pari a 2,3874077 UA e da un'eccentricità di 0,0481888, inclinata di 7,39013° rispetto all'eclittica.